# توبوس
توبوس topos (تجمع بالإنكليزية على "topoi" أو "toposes") أحد انماط التصنيفات التي تسلك سلوك تصنيف من الحزم sheaves لمجموعات على فضاء طوبولوجي. تفصيلات نظرية التوبوس ستناقش في خلفية ونشأة نظرية التوبوس، في الرياضيات.
يعود تاريخ التوبوس إلى إدخال فكرة الحزم في الرياضيات في الأربعينات من القرن العشرين لدراسة فضاء رياضي ما عن طريق دراسة الحزم على هذا الفضاء. تم توسيع هذه الفكرة لاحقا من قبل ألكسندر غروتينديك بإدخال مصطلح التوبوس.